# Meropenem

Kemiska strukturen för Meropenem

Meropenem är ett bredspektrumantibiotikum som ges intravenöst och ingår i karbapenemgruppen.

## Användning
Medlet kan användas vid bakteriell meningit och vid komplicerade infektioner med klart eller oklart fokus, samt till patienter med nedsatt immunförsvar gentemot bakteriella infektioner (patientern med neutropeni).

## Farmakodynamik
Meropenem fungerar genom att binda till penicillinbindande protein (PBP) och därigenom förhindrar uppbyggnad av bakteriens cellvägg. Effekten är helt beroende på hur många timmar av dygnets där serumkoncentrationen av meropenem ligger över den nivå där bakterierna inte kan föröka sig (Tid>MIC).